# Lunca Mureșului, Mureș
Lunca Mureșului este un sat în comuna Aluniș din județul Mureș, Transilvania, România.

## Personalități
- Victor Gyözö Hajdu (n. 1929 - d. 2018), demnitar comunist, deputat în Marea Adunare Națională

## Imagini

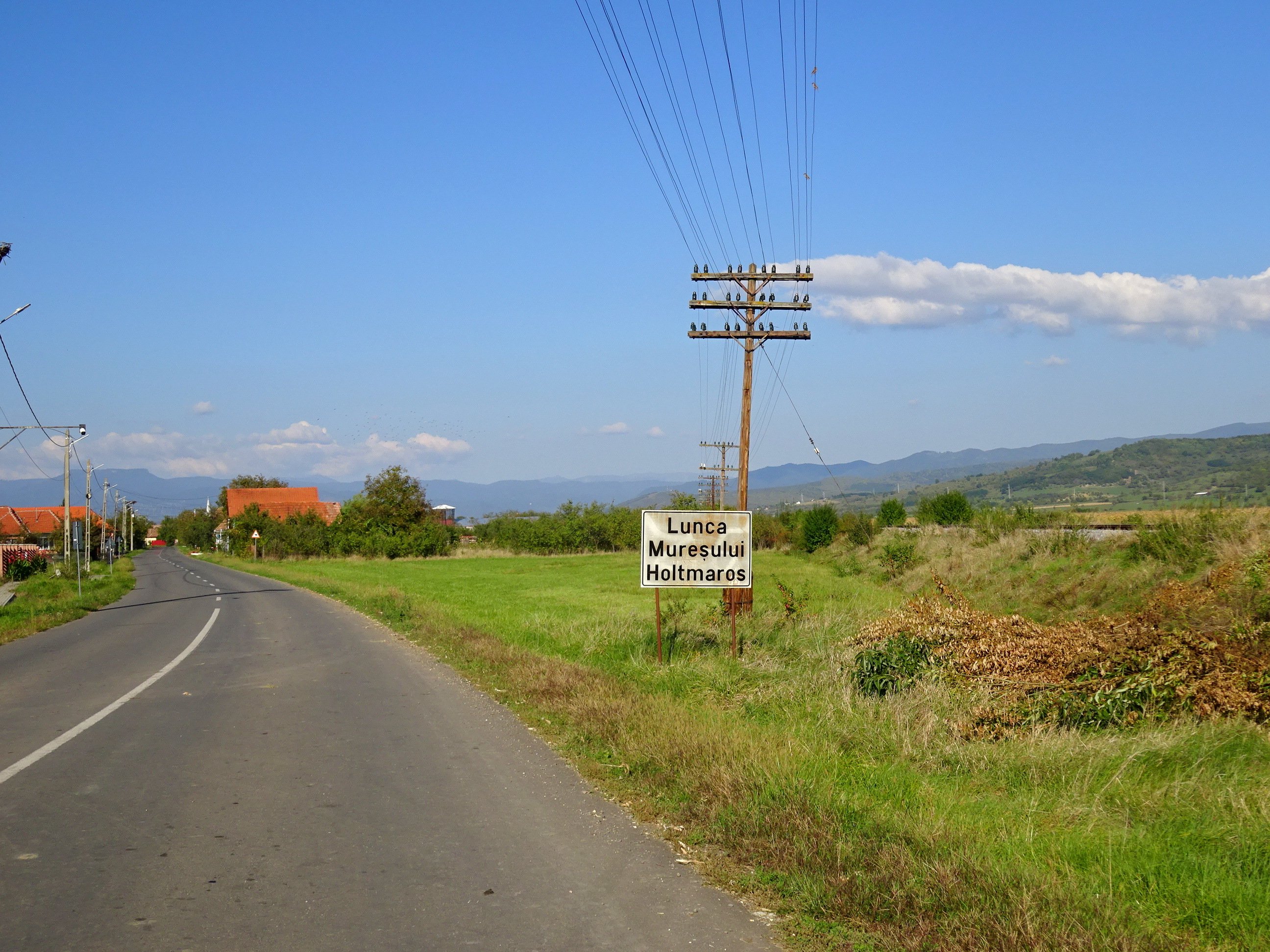
Intrarea în localitate
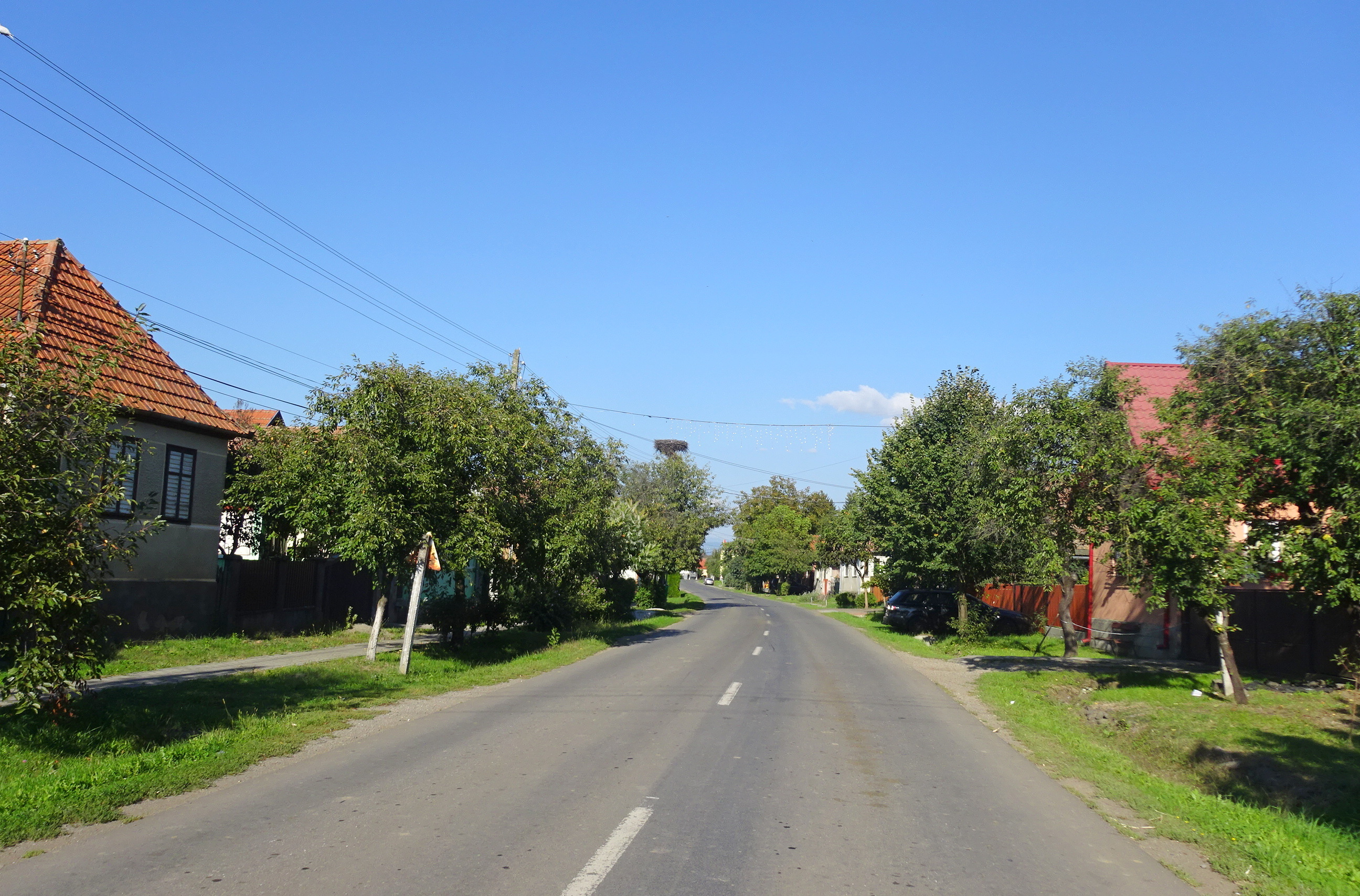
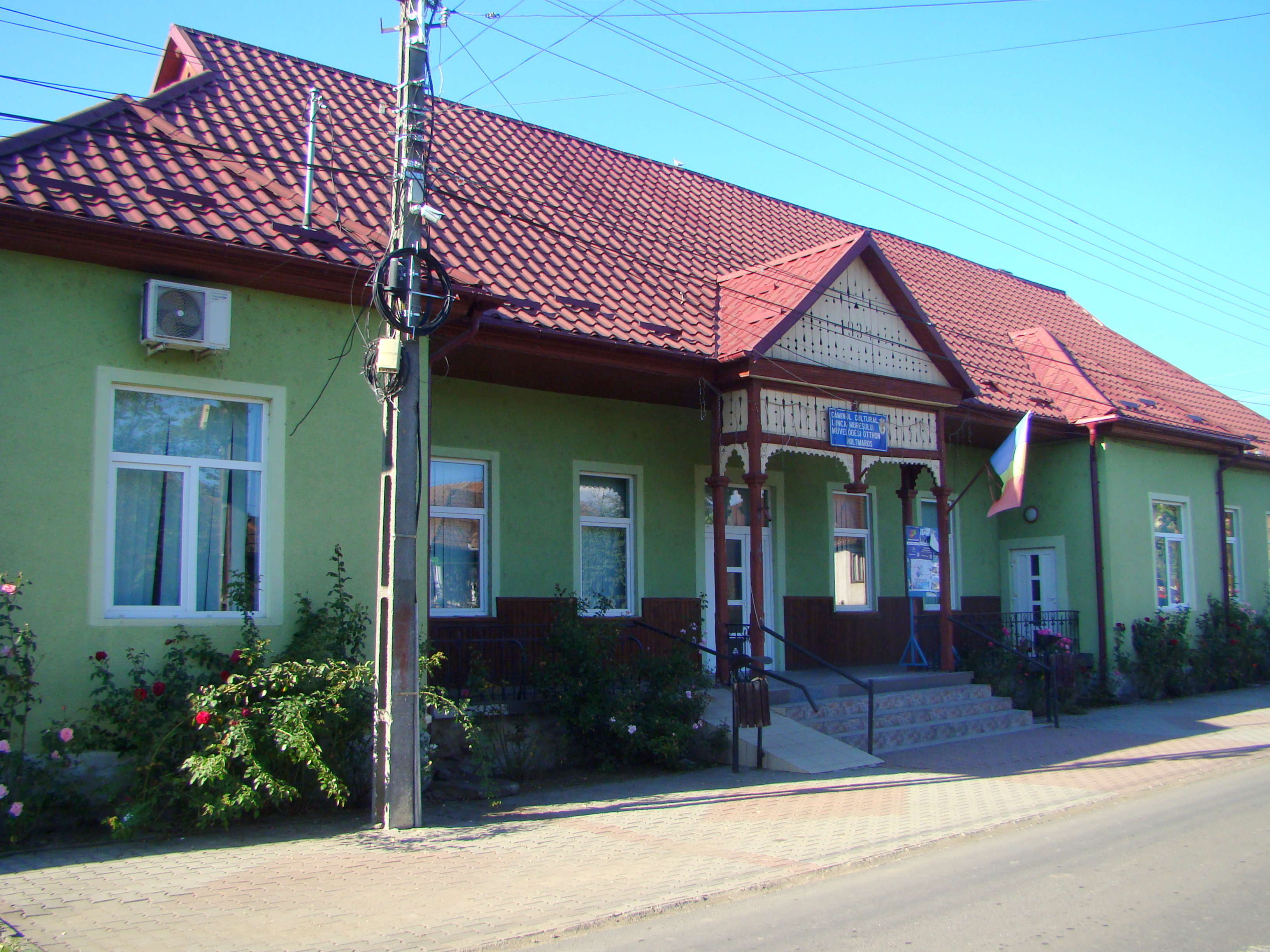
Căminul cultural
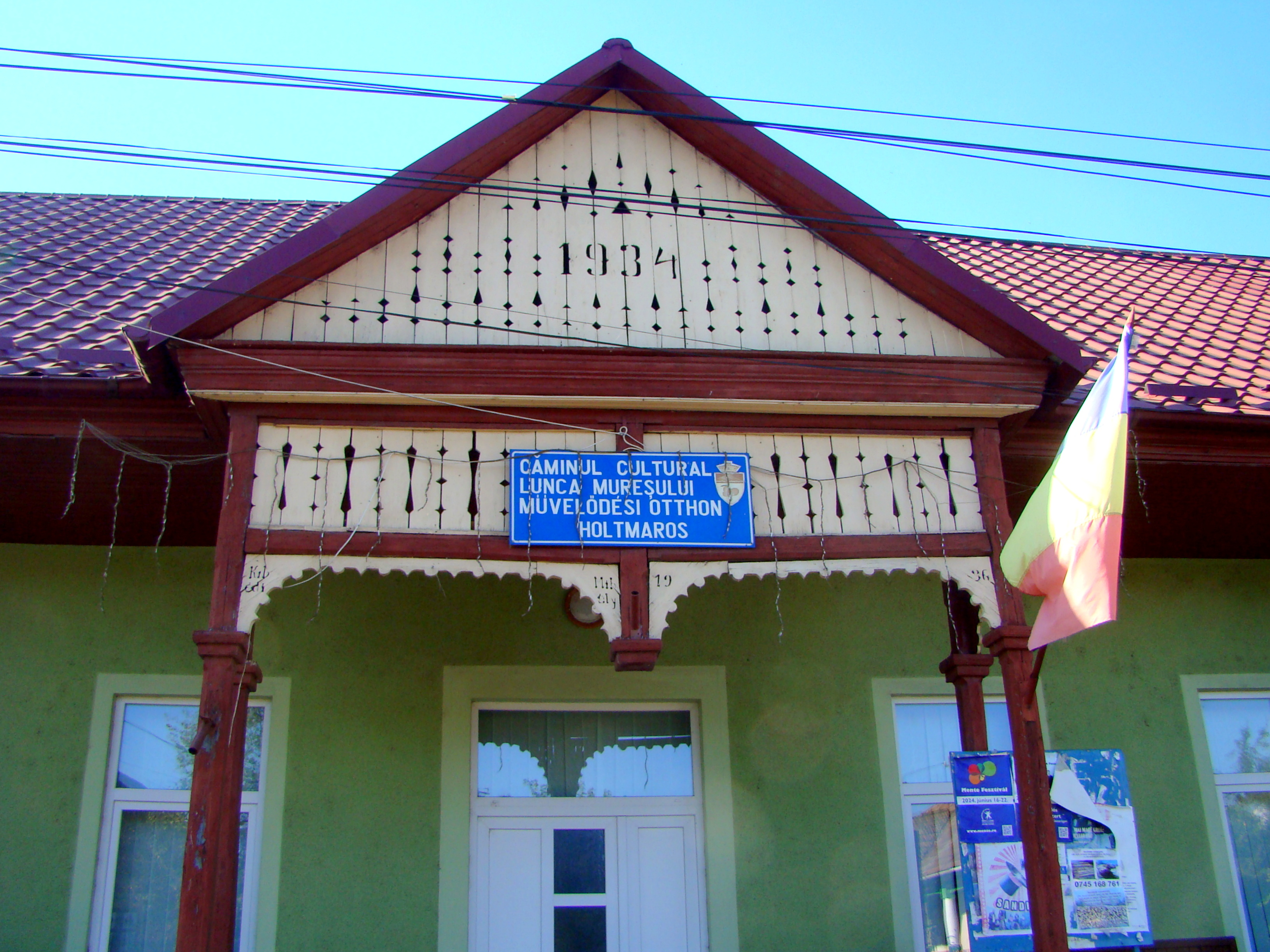
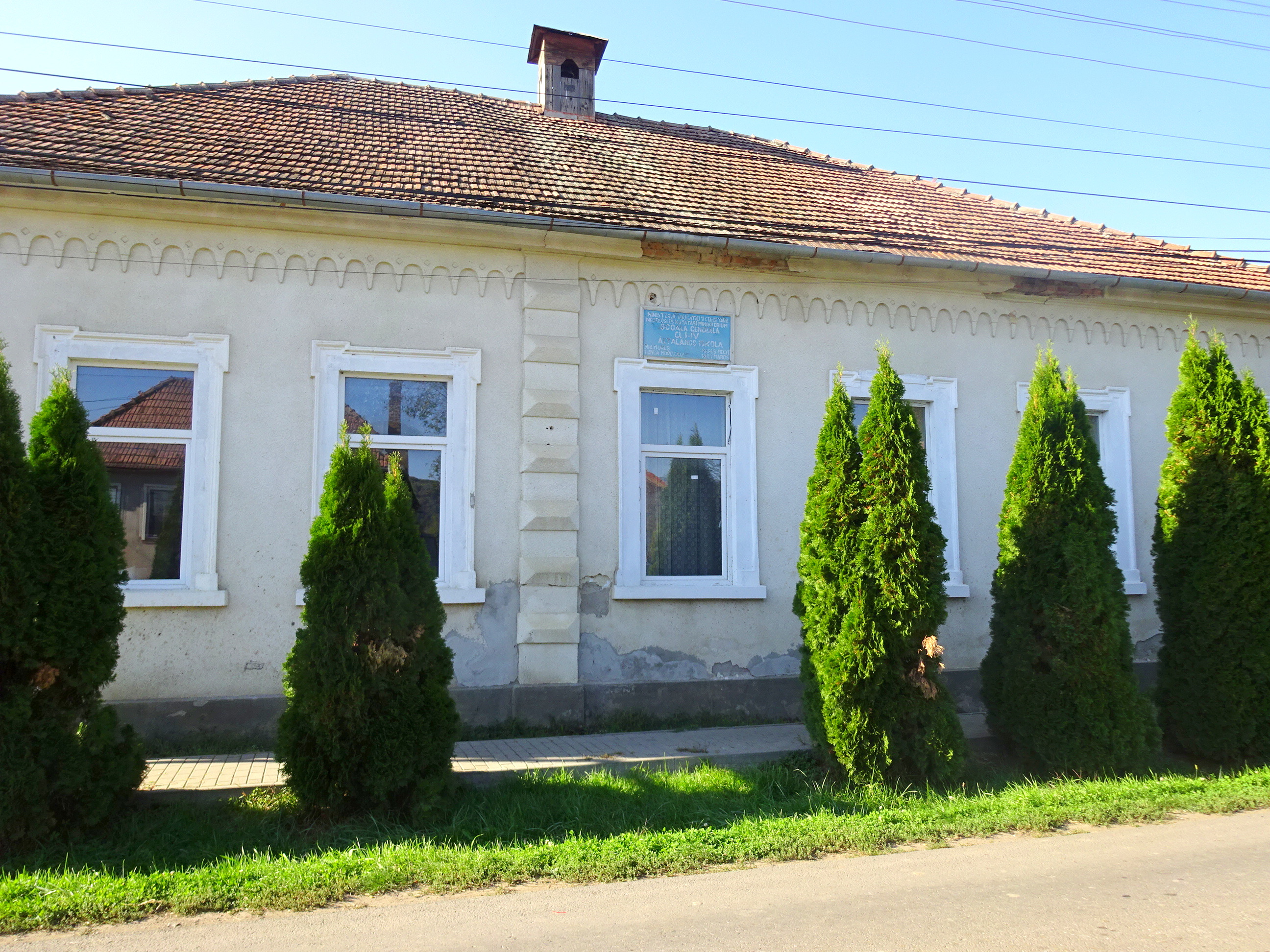
Școala
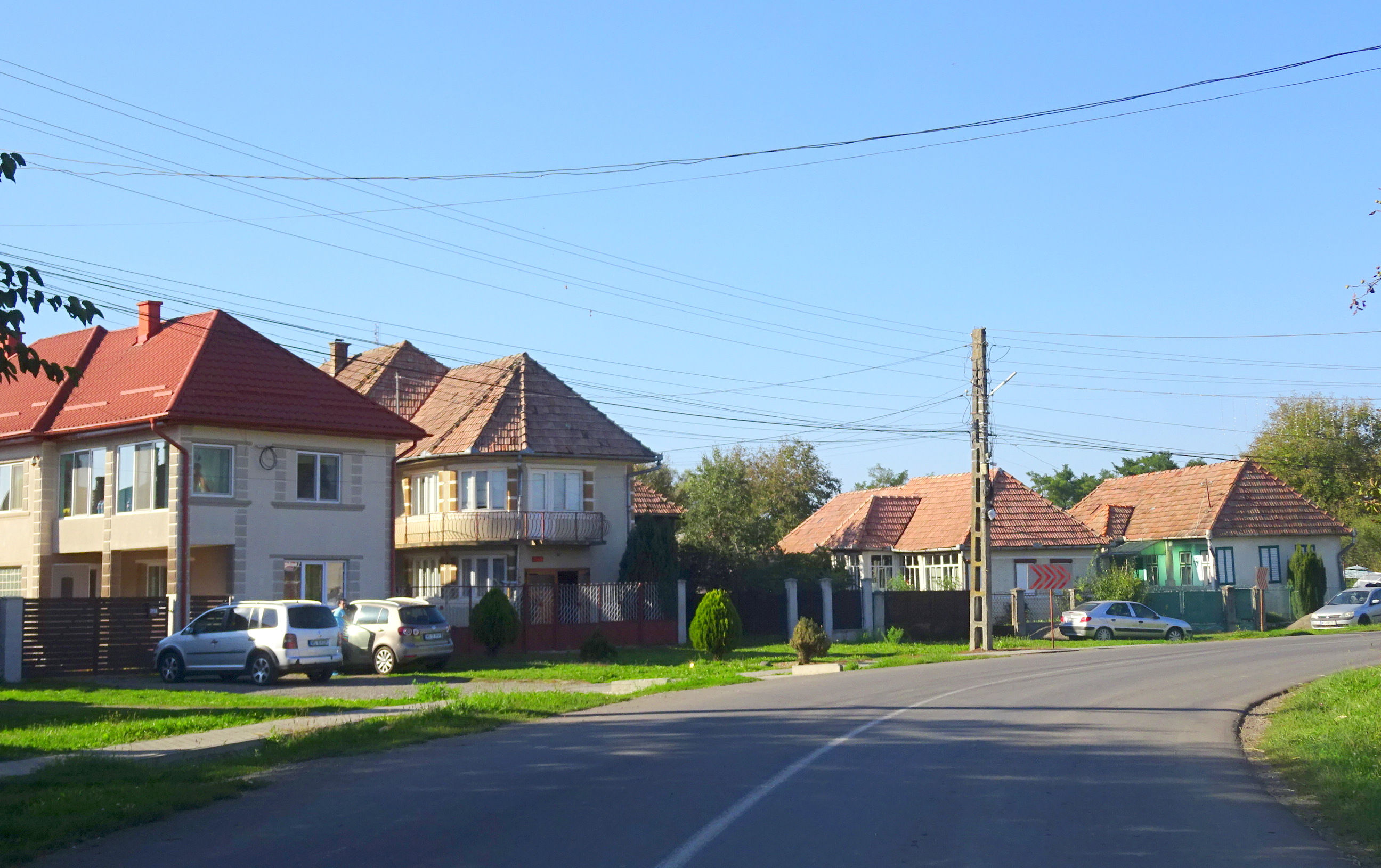
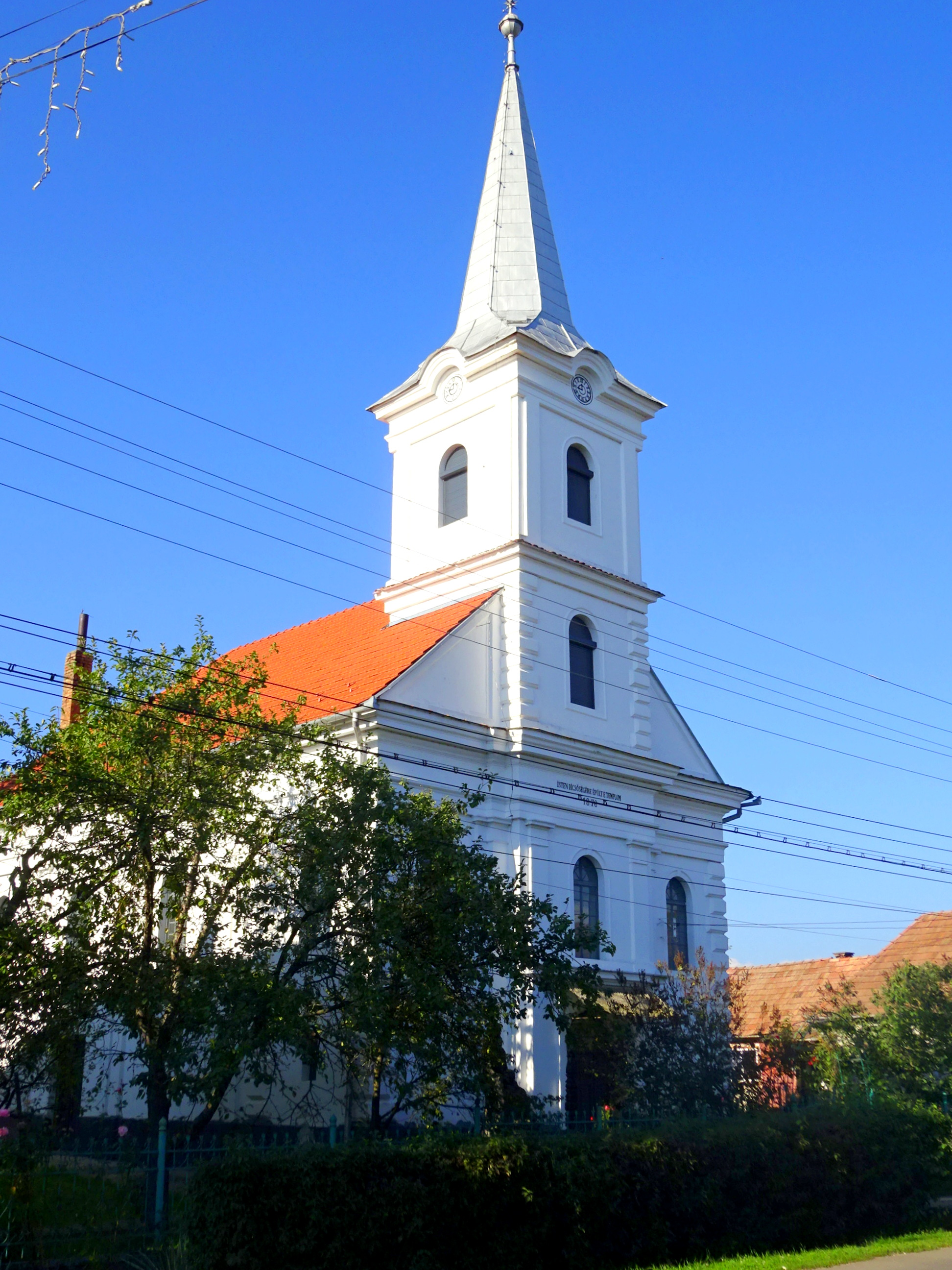
Biserica reformată (1876)
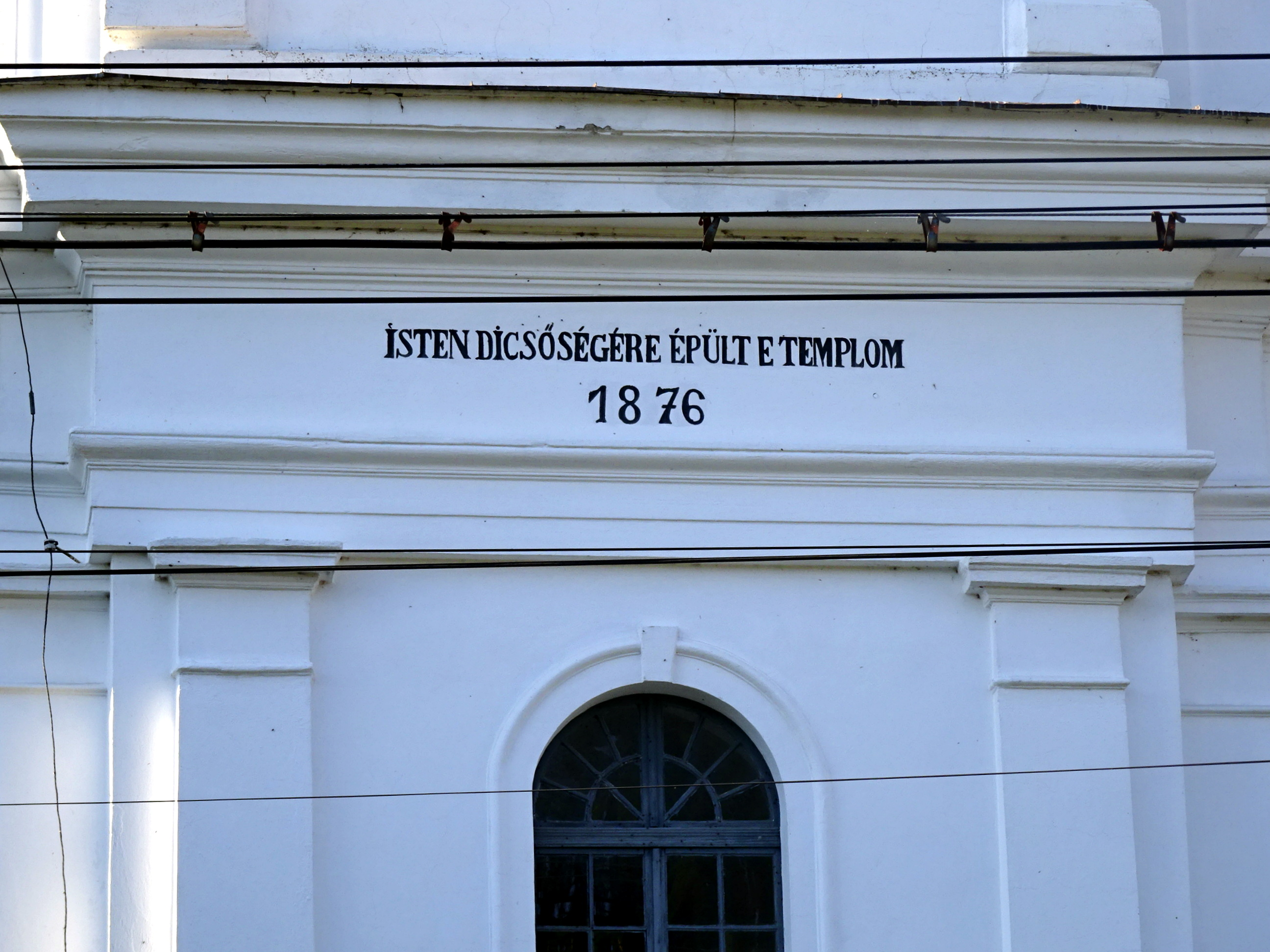
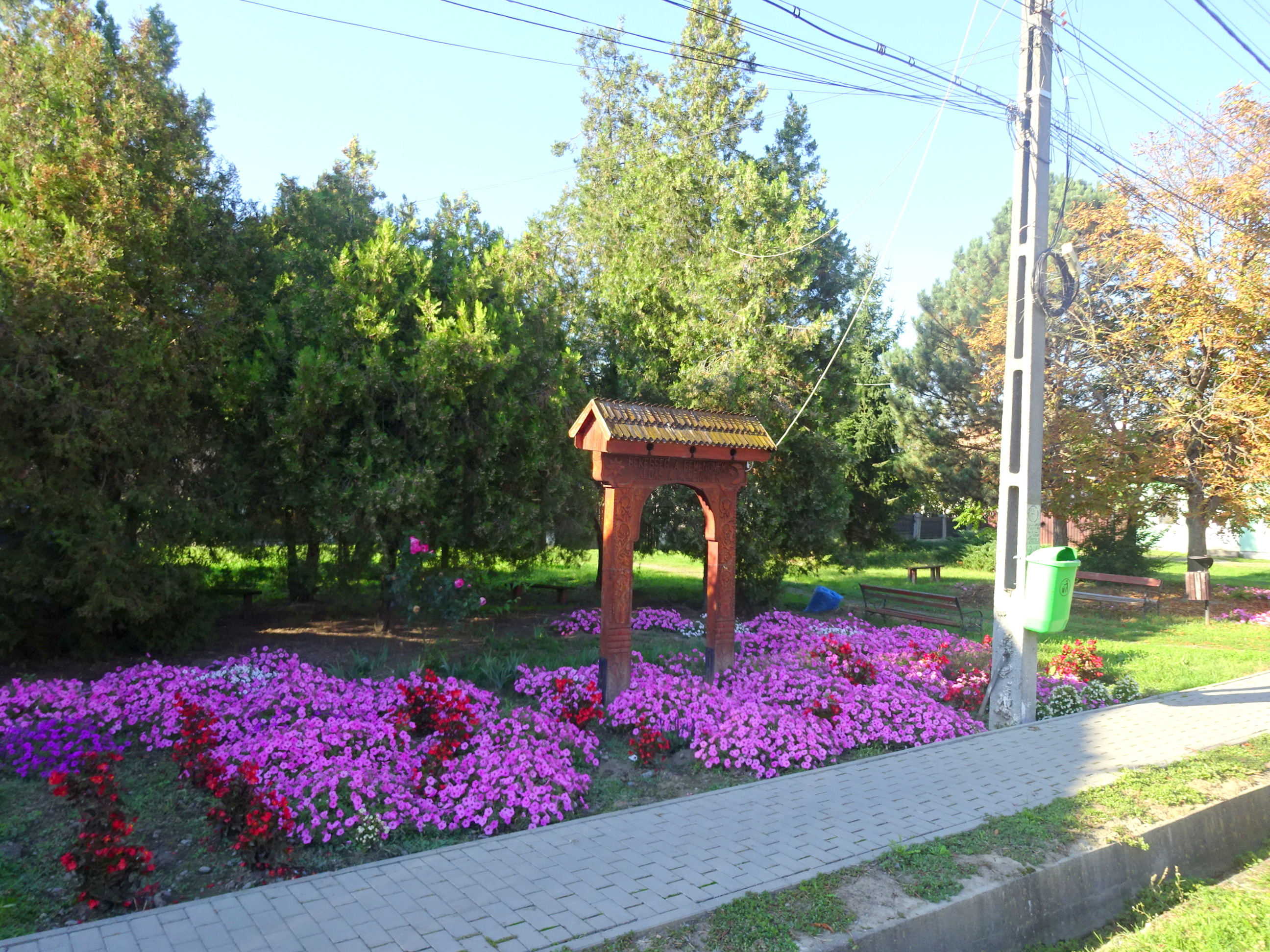
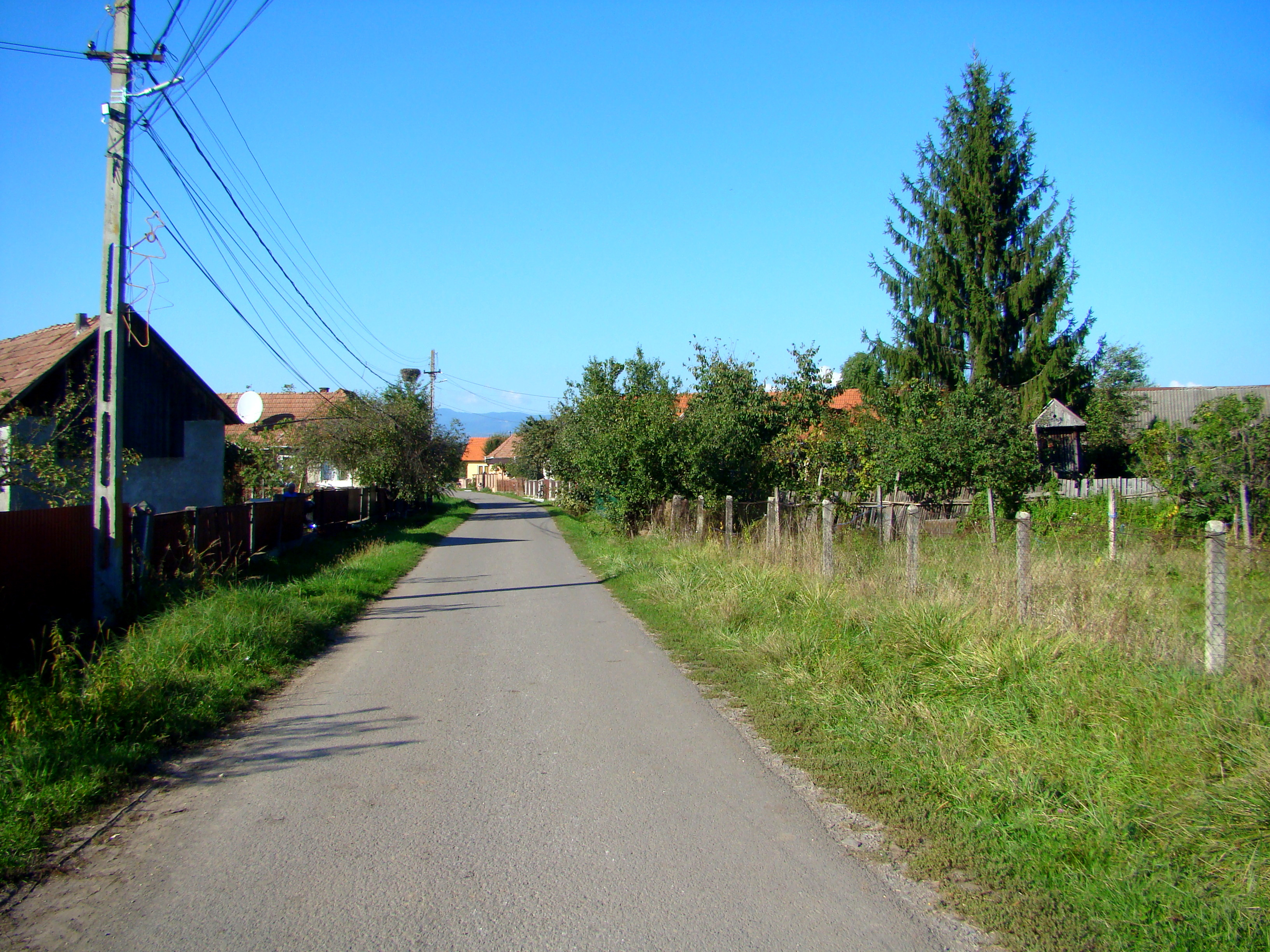
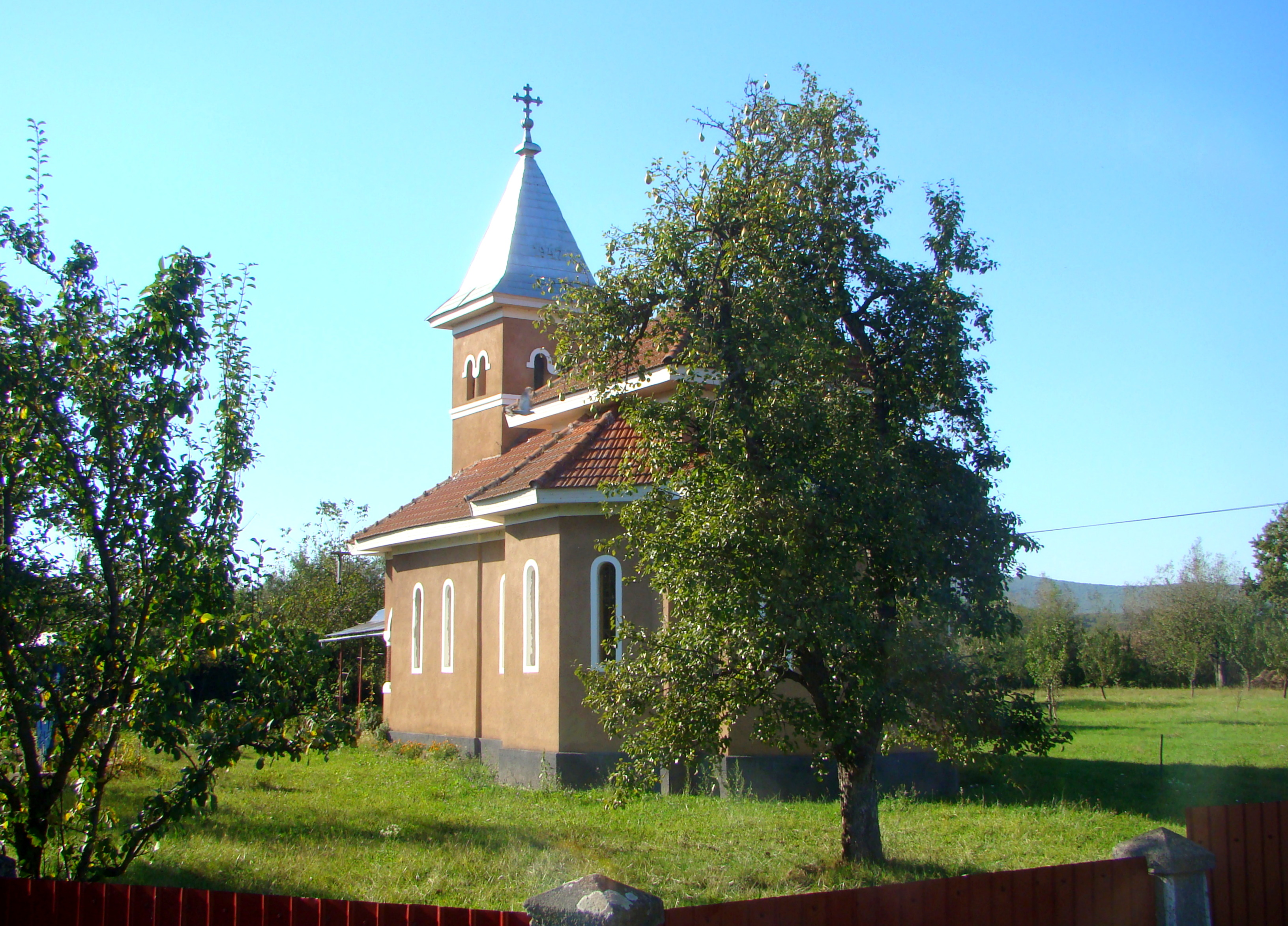
Biserica ortodoxă
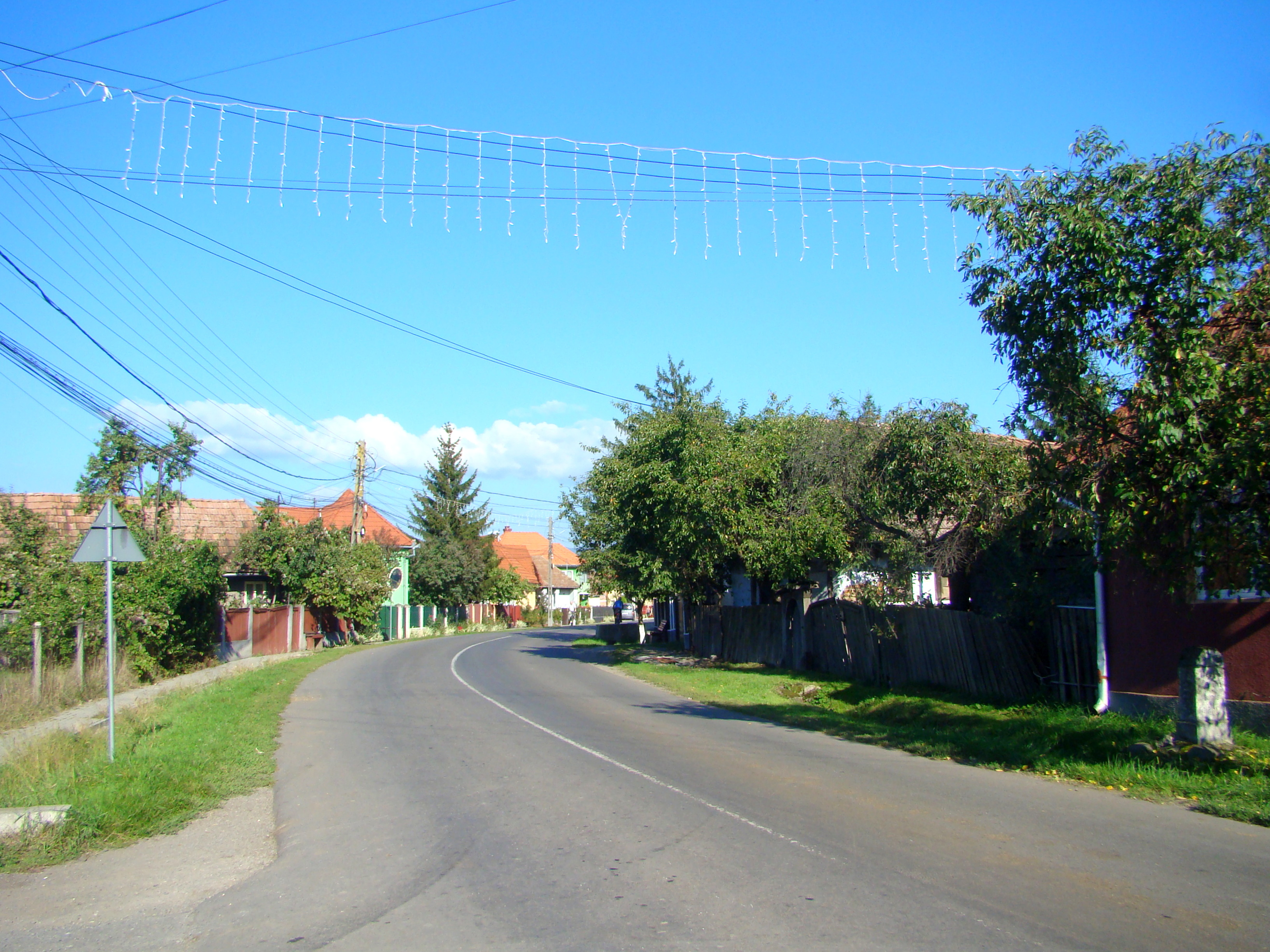
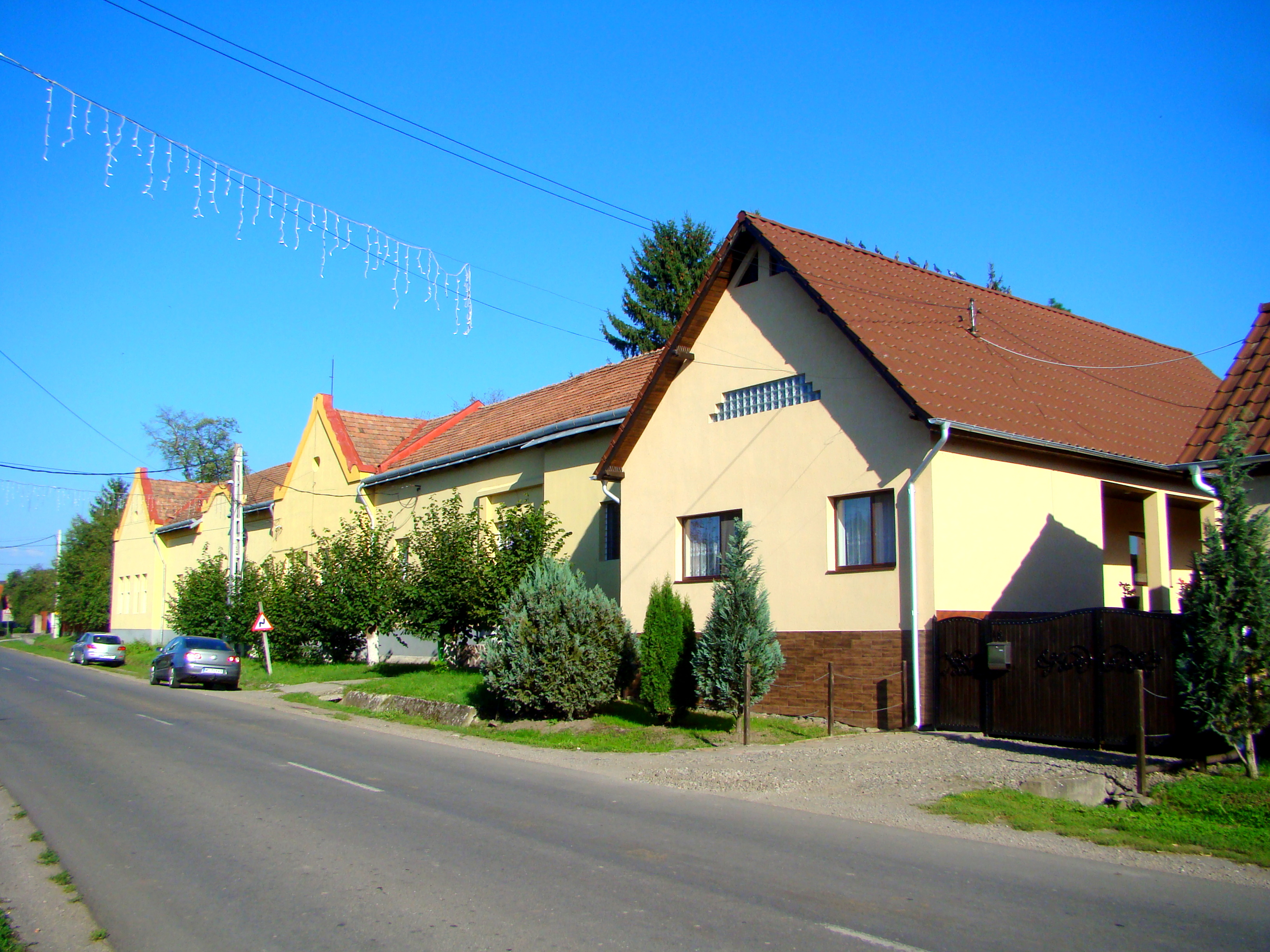
Căminul pentru persoane vârstnice
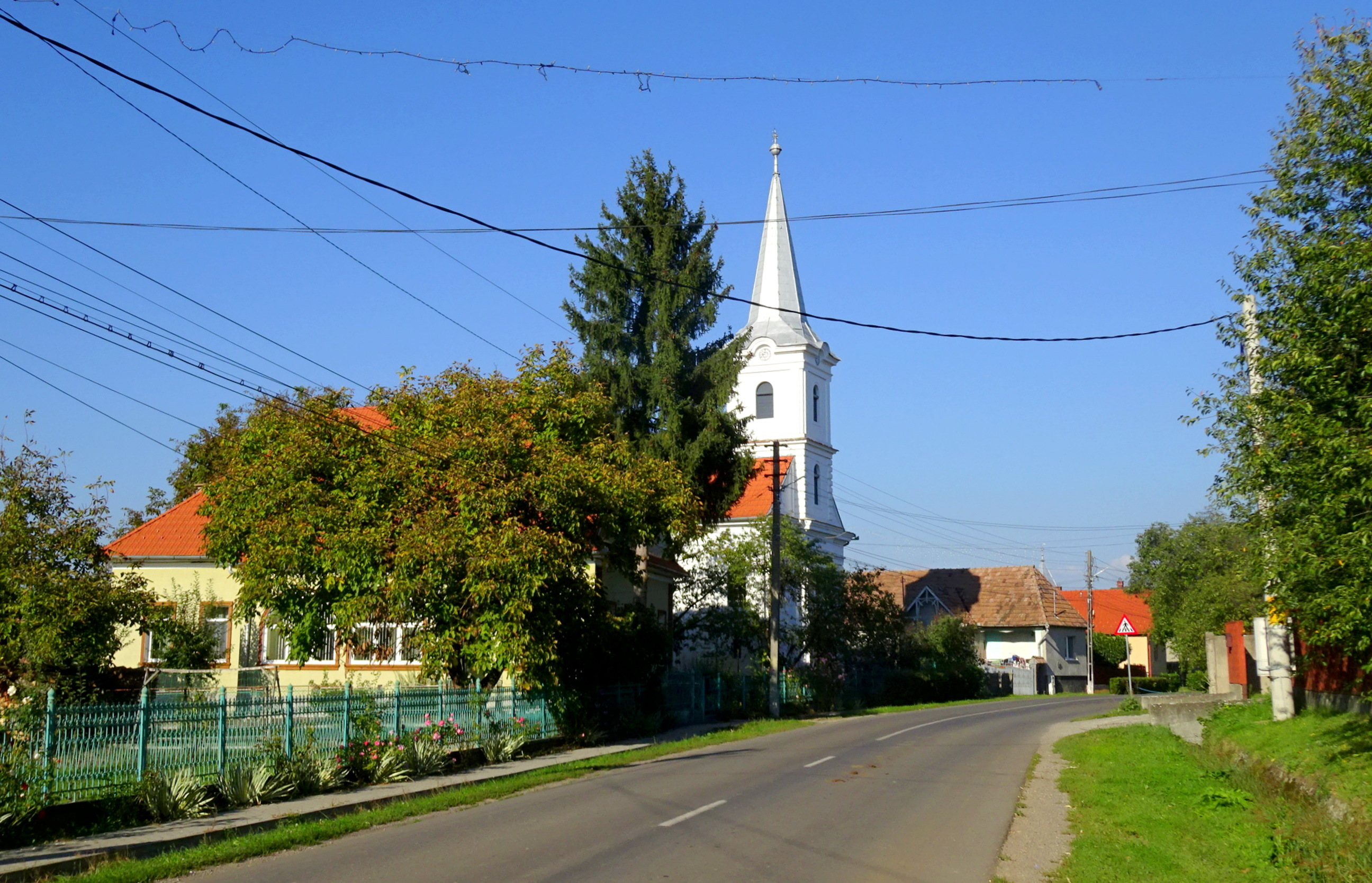
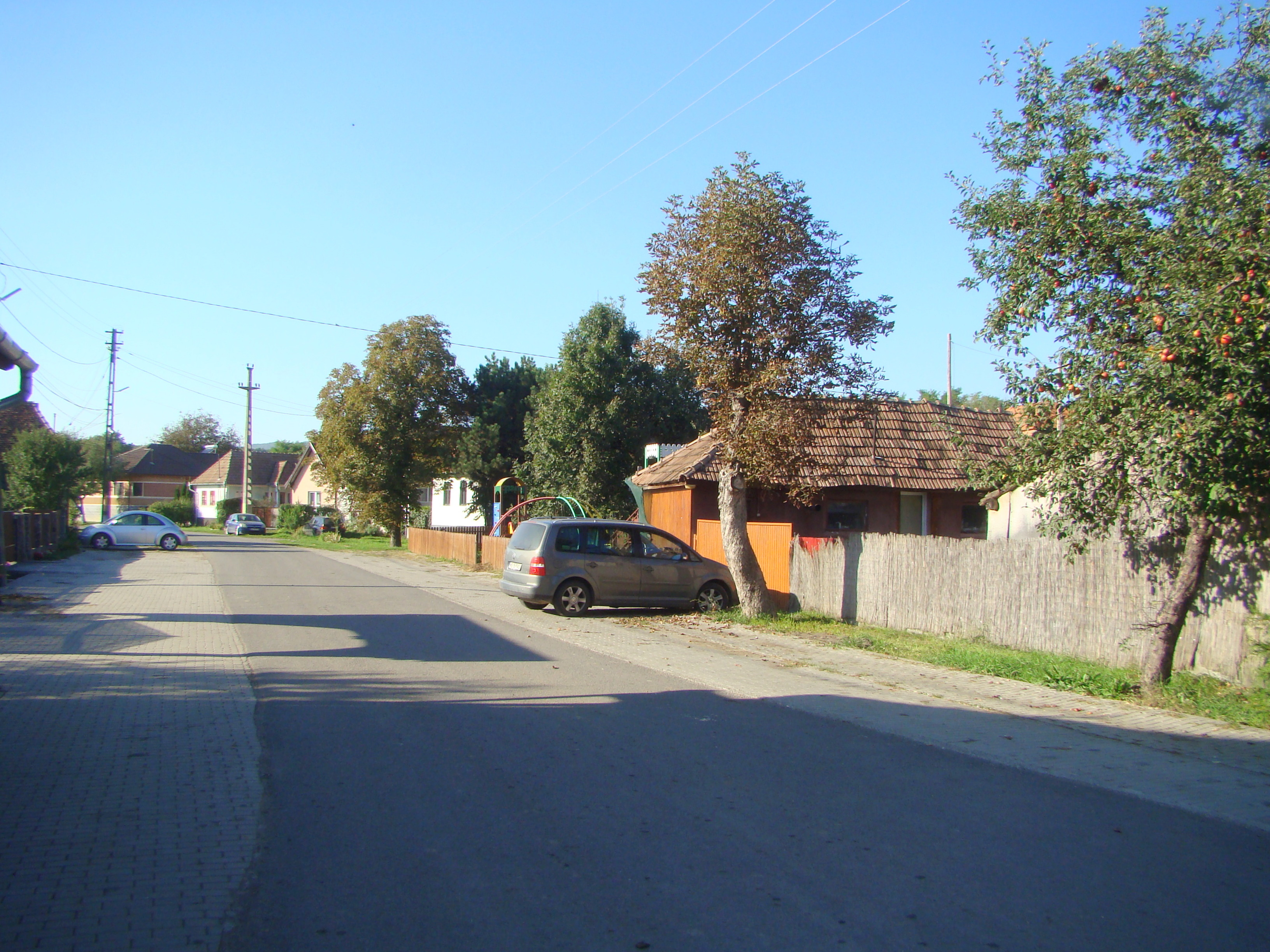